# Castello di Blair

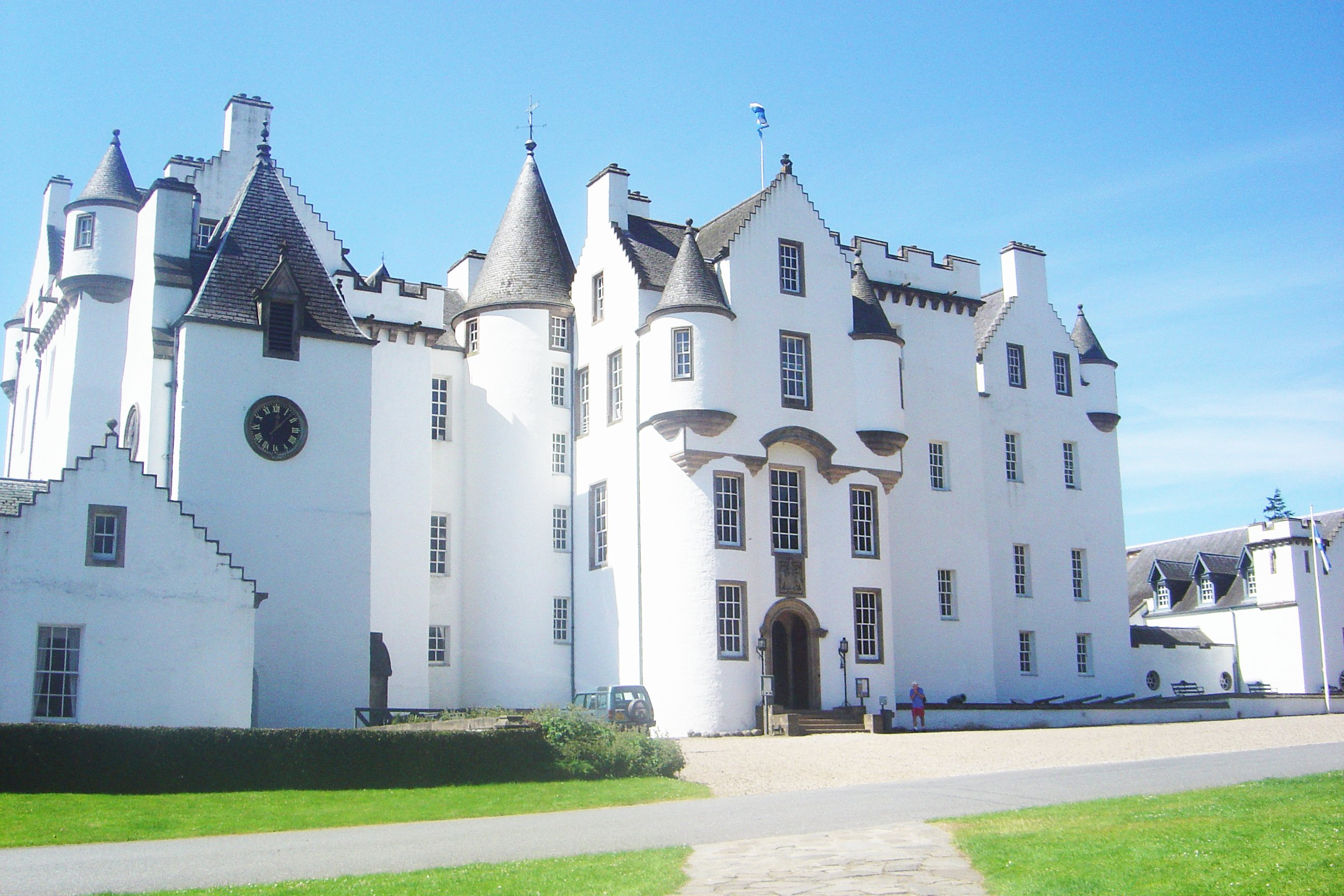
La facciata principale del castello di Blair

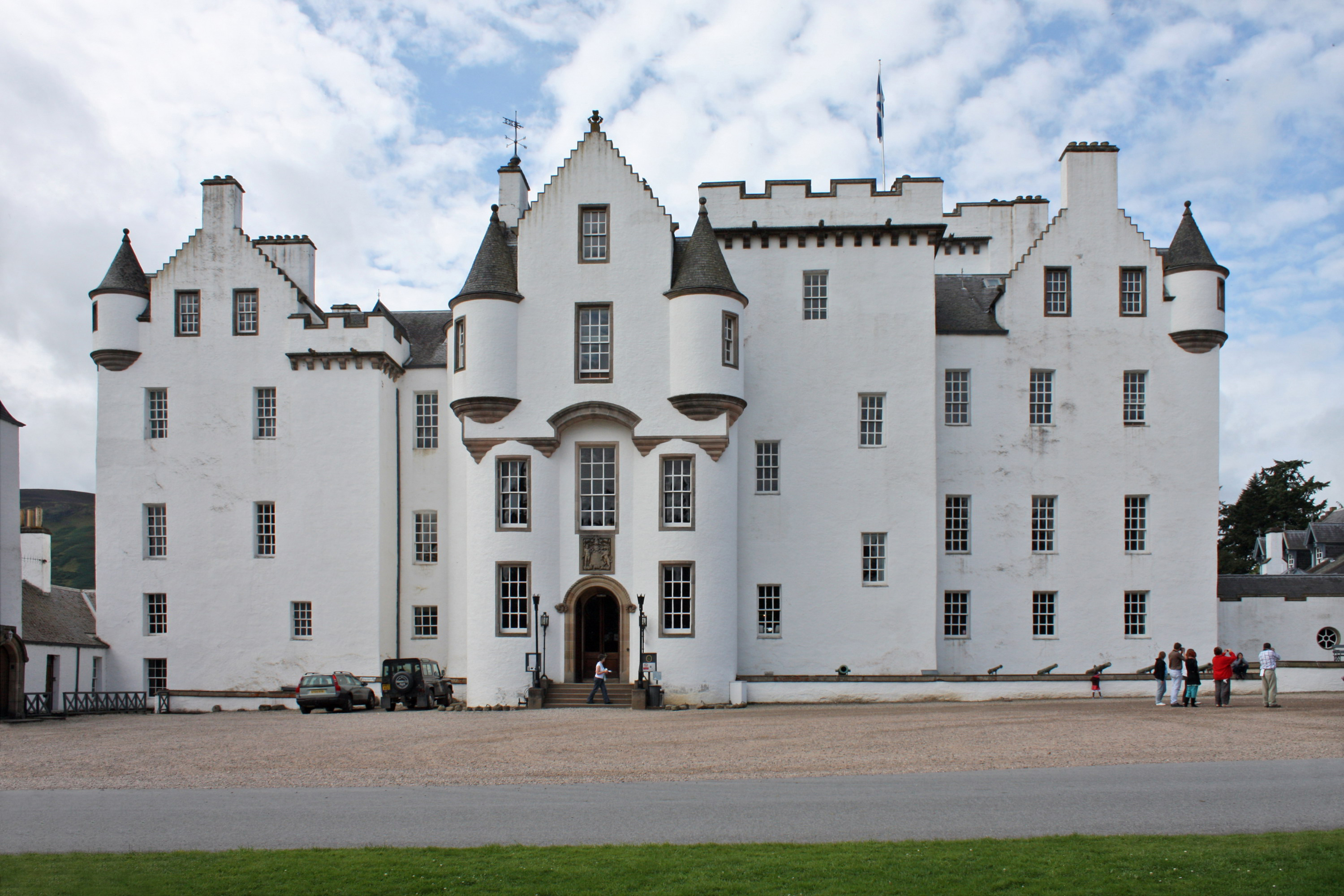
Altra immagine della facciata principale del castello

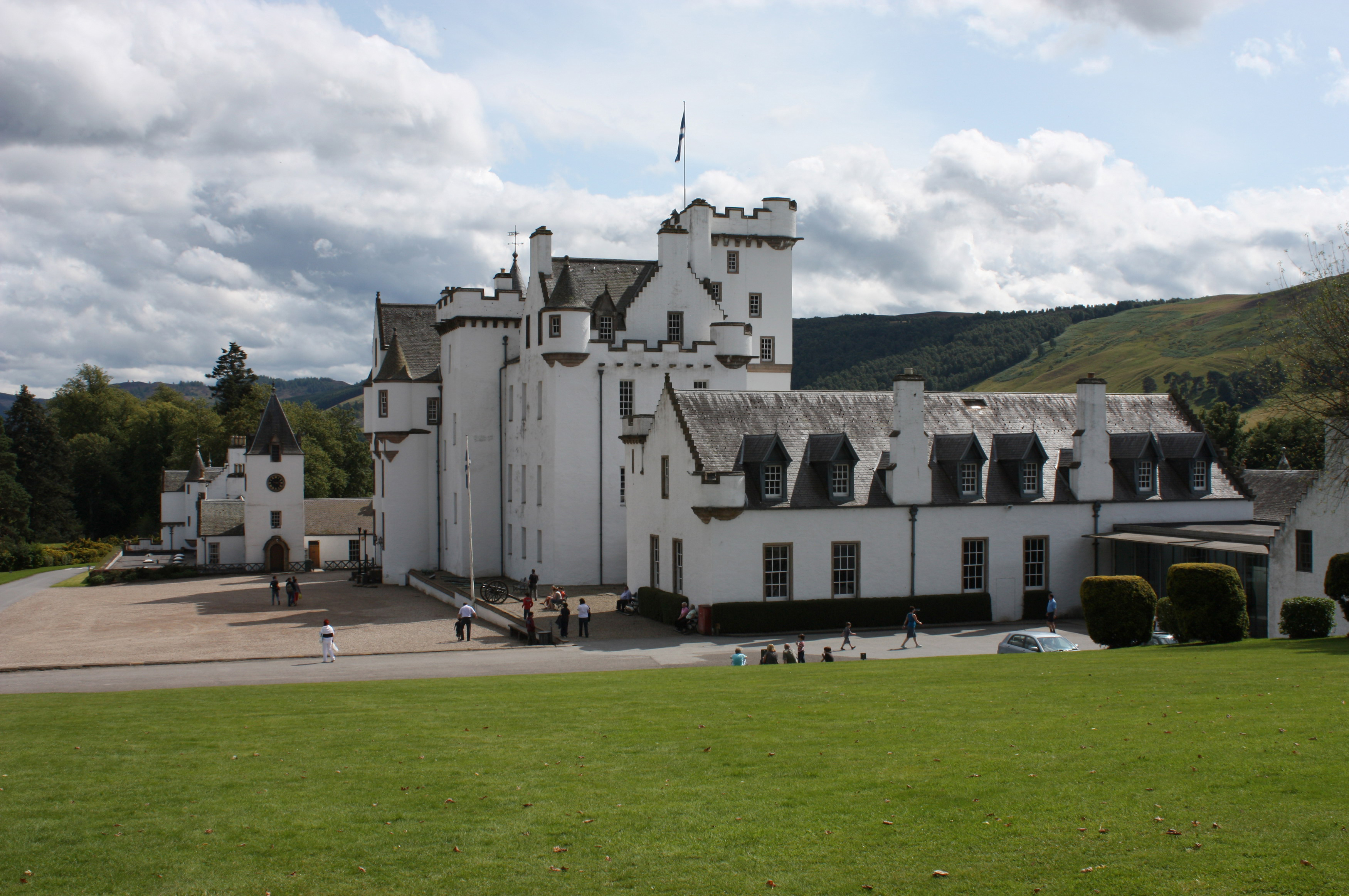
Veduta d'insieme del castello

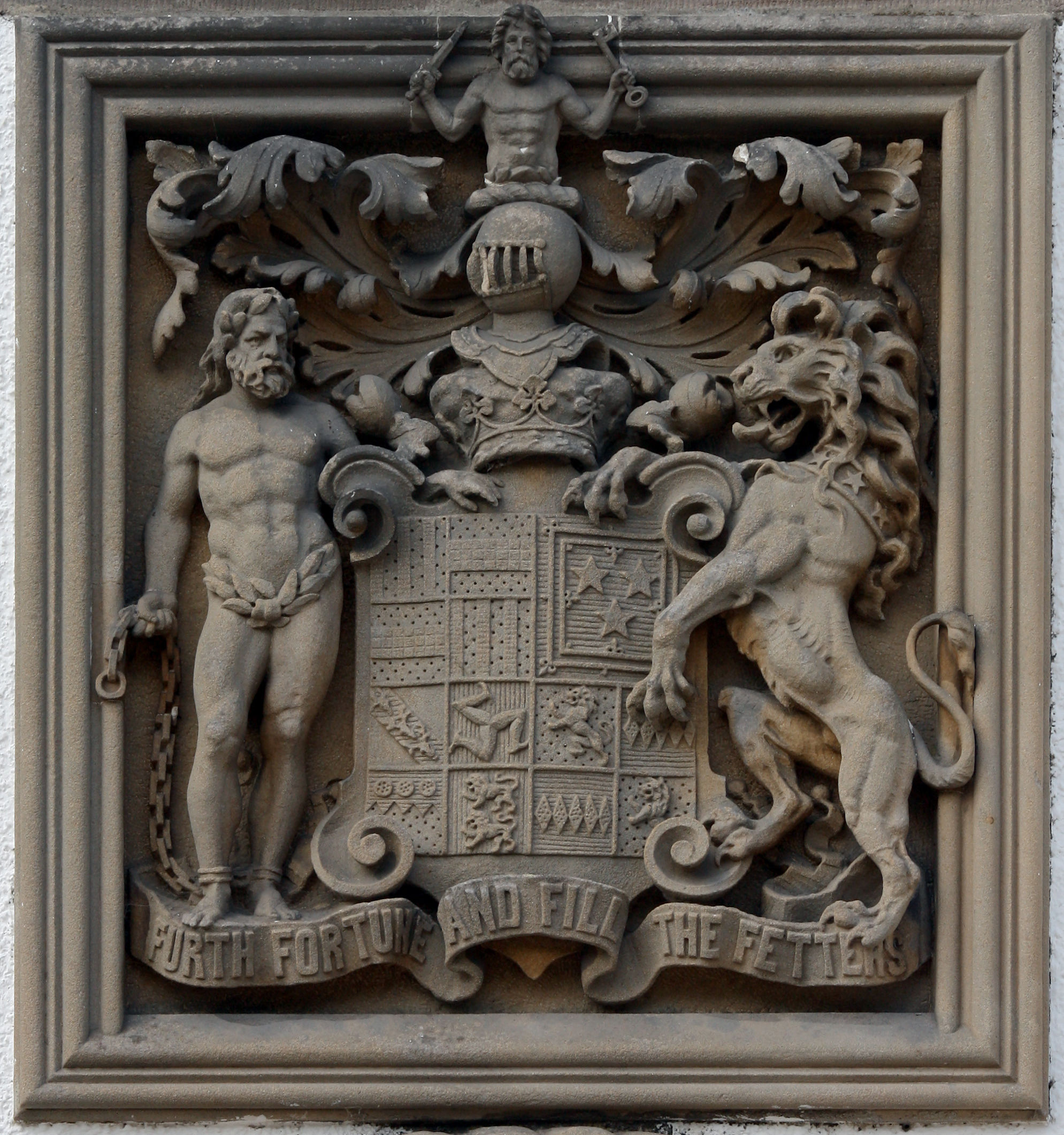
Stemma nel castello

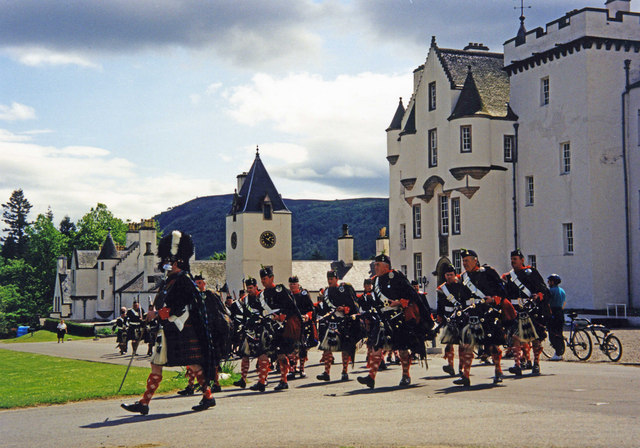
Parata militare al castello di Blair

Il castello di Blair (in inglese Blair castle) è un castello situato nei pressi del villaggio scozzese di Blair Atholl, nel Perthshire (Perth e Kinross, Scozia centro-orientale) e costruito a partire dal 1269 ed ampliato nel XVI secolo, in epoca georgiana (XVIII secolo) ed in epoca vittoriana (XIX secolo).

L'edificio è l'antica residenza dei signori (earl) e poi duchi di Atholl, capi del Clan Murray Fu inoltre la residenza della famiglia Stewart.
Il nome del castello, "Blair", deriva da un termine in gaelico scozzese che significa "campo piatto".
Si tratta dell'ultimo castello della Gran Bretagna ad essere stato posto sotto assedio (correva l'anno 1746), nonché di una delle prime grandi residenze private del Paese ad essere stata aperta al pubblico.

## Ubicazione
Il castello è situato nello Strath of Garry, storicamente un punto strategico ai piedi delle Highlands e al confine con le Lowlands.

## Caratteristiche
Il castello si caratterizza per le sue facciate di color bianco.
All'interno dell'edificio si trovano 30 stanze: le stanze, arredate tra l'altro con trofei di caccia al cervo e ritratti degli Atholl, offrono uno spaccato di 700 anni di storia scozzese.

Tra i dipinti, si possono ammirare opere di Edwin Lanseer (come Death of a Stag in Glen Tilt del 1850), Peter Lely e Johann Zoffany.
Attorno al castello, si estende l'Atholl Estate, un parco della superficie di circa 60.000 ettari, che offre ai visitatori piste ciclabili e percorsi equestri.
Per tre volte al giorno, gli ospiti dell'edificio sono allietati dal suono della cornamusa, suonata da un componente degli Atholl Highlanders, l'esercito privato dei duchi di Atholl.

Una volta l'anno, si svolge invece la parata degli Atholl Highlanders.

## Storia

### Inizi
La storia del castello ebbe inizio nel 1269, quando John I Comyn (1215-1275), signore di Badenoch, approfittando dell'assenza del vicino, il conte di Atholl, impegnato nelle guerre delle Crociate, entrò abusivamente nel terreno di quest'ultimo costruendovi una torre, chiamata Comyn's Tower (o Cumming's Tower) e tuttora visibile.

Al suo ritorno, il conte di Atholl, dopo che - con tanto di protesta formale presso Alessandro III di Scozia (1241-1285) - si era fatto restituire il proprio terreno, decise di non demolire la torre, ma di inglobarla nel proprio castello.

### XVI secolo
Nel 1530, il terzo duca di Atholl fece ampliare la torre con l'aggiunta di alcune stanze e fece inoltre costruire la sala da pranzo.
Nel 1564, il castello ricevette la visita di Maria Stuarda (1542-1587), di ritorno da un viaggio ad Inverness: in onore della regina fu organizzata una battuta di caccia al cervo, durante la quale furono uccisi 360 di questi animali.

### XVII - XVIII secolo
Nel 1644, il castello fu assediato dal marchese di Montrose, mentre nel 1655, nel corso della Guerra civile inglese, il castello fu attaccato ed occupato dalle truppe di Oliver Cromwell.

Fu in seguito attaccato nel 1745-1746 durante la ribellione dei cattolici giacobiti, guidati da Charles Edward Stuart (Bonnie Prince Charlie).  Si trattò del quarto e ultimo  attacco subito dall'edificio.
Nel frattempo, nel 1740, quella che era per lo più una fortezza medievale era stata trasformata in una residenza georgiana dall'architetto James Winter, che fece abbattere una parte delle strutture difensive dell'edificio, sostituendole con decorazioni in stucco.

### XIX secolo
Nella seconda metà del XIX secolo, il castello fu ampiamente restaurato e ammodernato (con gli allacciamenti per gas e telefono, ecc.), grazie all'intervento degli architetti David Bryce e William Hall, che aggiunsero all'edificio l'ingresso (Entrance Hall) e la sala da ballo (Ballroom).
Nel 1844, il castello ricevette la visita della regina Vittoria (1819-1901), che decide di passarvi le vacanze e vi sostò per tre settimane.

Per ringraziare il duca di Atholl dell'ospitalità, la regina gli concesse la possibilità di trasformare il proprio battaglione in un esercito vero e proprio, gli Atholl Highlanders, che tuttora costituiscono l'unico esercito privato d'Europa.

### XX - XXI secolo
Durante la prima guerra mondiale, il Castello di Blair fu utilizzato come ospedale.
Nel 1936, il castello fu aperto al pubblico.
Agli inizi del XXI secolo, fu aggiunta al castello una nuova sala espositiva, la Bavie Hall, opera degli architetti Jamie Troughton e Hugh Broughton.
Nel 2002, il castello ricevette le cinque stelle come meta di interesse turistico in Scozia, mentre il 13 marzo 2008  fu annunciato che la zona dove si trova il castello sarebbe diventata parco nazionale.
Il 10 marzo 2011, la torre dell'orologio del castello fu danneggiata da un incendio.

## Punti d'interesse

### Esterni

#### Comyn's Tower
La Comyn's Tower o Cumming's Tower, risalente al 1296, è - come detto - la parte più antica del castello.

#### Parco e giardini

##### Hercule's Garden
L'Hercule's Garden, che deve il proprio nome ad una statua di Ercole, fu realizzato nella metà del XVIII secolo su progetto di John Murray e si estende per 9 acri.

Al suo interno, si trovano, tra l'altro, oltre cento piante da frutto, un ponte cinese, ecc.

##### Diana's Grove
La Diana's Grove è un'area boscosa dove si trovano varie conifere, rododendri, ecc.

Vi si trova, tra l'altro, il secondo abete più alto del Regno Unito, che misura 62 metri e 70 centimetri.

### Interni

#### Entrance Hall
L'entrata del castello (Entrance Hall) fu realizzata - come detto - nella seconda metà del XIX secolo da David Bryce e William Hall.

La saletta è abbellita con una raccolta di armi utilizzate nella battaglia di Culloden (1746).

Vi si trova inoltre la salma imbalsamata di Tilt, il cervo preferito dai proprietari dell'edificio, vissuto per 13 anni nel parco del castello e morto nel 1850.

#### Sala da pranzo
La sala da pranzo (Dining Room) del castello risale al XVIII secolo ed è frutto del riammodernamento della preesistente sala dei banchetti (Great Hall), risalente al XVI secolo.

La sala è decorata con stucchi di Thomas Clayton, artigiano di Edimburgo. Vi si trova inoltre una statua raffigurante il cervo Tilt.

#### Blue Bedroom
La Blue Bedroom ("Stanza da letto blu") è arredata con mobili risalenti in gran parte al XIX secolo.

Al suo interno, vi si trova, tra l'altro, un ritratto di Louisa Moncreiffe, moglie del settimo duca di Atholl (opera di Richard Bruchner).

#### Picture Staircase
Nella Picture Staircase, si trova una galleria di ritratti della famiglia Atholl, completata nel 1756 durante la conversione del castello in residenza georgiana.

#### Sala da ballo
La sala da ballo fu commissionata dal settimo duca di Atholl per il raduno annuale degli Atholl Highlanders e realizzata nel 1876 da David Bryce.

#### Derby Suite
La stanza, il cui nome si deve ad Amelia Stanley, contessina di Derby andata in sposa nel 1659 al primo marchese di Atholl, è quella utilizzata dalla regina Vittoria nel 1844.

#### Tapestry Room
La Tapesty Room, situata al secondo piano della Comyn's Tower, deve il proprio nome agli arazzi di Mortlake, realizzati per Carlo I.